# Дробицкий, Георгий Семёнович
Георгий Семёнович Дробицкий (7 февраля 1907 года — 26 октября 1942 года) — советский военачальник, подполковник (1942).

## Биография
Родился в 1907 году в станице Кореновская ныне город Кореновск Краснодарского края, Россия. Русский.
До службы в армии Дробицкий работал чернорабочим на кирпичном заводе № 1 в городе Краснодар.
8 сентября 1928 года поступил в Северо-Кавказскую горских национальностей военную кавалерийскую школу в городе Краснодар. В её составе в 1930 году участвовал в подавлении бандитизма в Карачаевской автономной области.
По окончании школы в июне 1931 года назначен в 38-й кавалерийский полк 7-й кавалерийской дивизии БВО в городе Минск, где проходил службу командиром взвода и эскадрона.
В 1935 году окончил курсы начальников снайперских команд при курсах «Выстрел» в городе Бронницы.
С ноября 1935 года в той же дивизии был командиром эскадрона и начальником полковой школы 37-го кавалерийского полка.
С октября 1939 года — помощник начальника оперативного отделения штаба дивизии, с мая 1940 года — начальник штаба 38-го кавалерийского полка. В её составе участвовал в походе РККА в Западную Украину 1939 года и в Советско-финляндской войне 1939—1940 гг.
Летом 1940 года дивизия совершила поход в Литву. С июля капитан Дробицкий исполнял должность коменданта города Вильно.
В начале Великой Отечественной войны после оставления г. Вильно с 27 июня по 22 июля 1941 года находился в штабе ЗапВО в должности для особых поручений при командующем, затем был допущен к исполнению должности помощника начальника оперативного отделения штаба 64-й стрелковой дивизии. В ходе Смоленского сражения в составе 44-го стрелкового корпуса Западного фронта участвовал с ней в боях на ярцевском направлении. С 12 по 21 сентября дивизия находилась в резерве Западного фронта, затем была выведена в резерв Ставки ВГК и передислоцирована в город Воронеж. Приказом НКО от 26 сентября 1941 года за отличия в боях она была переименована в 7-ю гвардейскую. В октябре дивизия была переброшена под Курск и заняла там оборону. Затем переведена в район города Серпухов, где включена в 49-ю армию Западного фронта. С ноября её части в составе уже 16-й армии вели упорные оборонительные бои на подступах к Москве. В этой должности майор Дробицкий имел самые лучшие характеристики, за героизм и мужество был представлен к награде командующим армией генерал-лейтенантом К. К. Рокоссовским.
15 декабря 1941 года из-под Истры отозван с фронта и направлен в город Чебоксары на формирование 139-й стрелковой дивизии (на должность начальника штаба). В период формирования с 25 декабря 1941 по 25 января 1942 года временно командовал дивизией, а с прибытием вновь назначенного на должность командира дивизии полковника П. И. Кузнецова вернулся к исполнению прямых обязанностей начальника штаба.
18 июля 1942 года дивизия прибыла на Калининский фронт под город Ржев и в составе 30-й армии участвовала в Ржевско-Сычевской наступательной операции. С 1 октября её части в составе 29-й армии Западного фронта занимали оборону в северо-западной части города Зубцов.
26 октября 1942 года в ходе оборонительного боя подполковник Дробицкий погиб.